# Лена (име)
Лена је женско име које је у Србији и Русији изведено име од Јелена, али у Енглеској, Немачкој и Скандинавским земљама изведено је из имена Хелена или Магдалена, а јавља се и у другим земљама, Шпанији на пример.

## Имендани
Имендан се слави у више земаља:
| држава   | датум(и)     |
| -------- | ------------ |
| Бугарска | 22. јул      |
| Грчка    | 21. мај      |
| Пољска   | 10. новембар |
| Шведска  | 18. август   |

## Популарност
У САД ово име је од 1900. до 2007. увек било међу првих хиљаду, али му последњих година популарност опада. У Канади је у периоду од 1999. до 2004. било међу првих сто.